# 5391 Emmons
5391 Emmons (1985 RE2) là một tiểu hành tinh vành đai chính được phát hiện ngày 13 tháng 9 năm 1985 bởi E. F. Helin ở Palomar. Its name honors Richard Emmons (1919-2005), who was a longtime professor of physics và astronomy ở Kent State University và known as "Mr. Astronomy" to the thousands of children và residents who looked ở the heavens through his homemade telescopes. From the 1950s to 1963, school children, Boy Scouts, church groups và community organizations visited his North Canton garage, known as the "The Star Barn," which he had converted into the area's only planetarium. It seated 38. Emmons was also an early observer of artificial satellites.